# Татхагата
Татхагата (дев. तथागत) у санскриті і палі) — одне з найменувань Будди Гаутами, що означає «той, хто прийшов» або «той, хто пішов». Історично цей епітет використовувався самим Гаутамою по відношенню до себе. Згодом став застосовуватися в значенні «Будда» (наприклад, в тексті Ітгел):227. Всі Татхагати (Будди) є аргатами (букв. «гідними», «святими»), але не всі аргати є Татхагатами, — сказано в палійському каноні.
Татхагата перевершує всіх тих, хто приходить і йдуть, через всі тимчасові явища. Він той, хто прозрів істину в її повному обсязі — на відміну від тих, хто знає / «бачить» її частково.
Історичний Будда, Сіддхартха Гаутама, називає себе «Татхагата» замість використання займенників я, мені і сам. Це потрібно для того, щоб підкреслити, що навчання «побічно проводить» той, хто вийшов за межі людського стану, або в іншому випадку з одного нескінченного циклу перероджень, хто перевершив всі смерті і вмирання, всі страждання [джерело не вказане 4512 днів].
Гаутама Будда зберігав «благородне мовчання» у відповідь на питання про те, чи існує Татхагата після смерті чи ні.

## Етимологія та інтерпретації
Санскритська граматика пропонує дві можливості розбору слова: або tathā і āgata, або tathā і gata:381-382. Tathā засіб таким чином у санскриті і палі, і буддійська філософія приймає це посилаючись на те, що називається істинність як-це-цей (yathā-bhūta). Цю істинність також називають таке положення справ або таковість (tathatā), вказує, що це просто (істинність) і що це таке.
Будда або Аргат визначається як людина, яка «знає і бачить реальність як-це-цей» (yathā bhūta ñāna dassana). Gata («пішов») це пасивне причастя минулого часу від словесного кореня gam («подорожувати»). Āgata («приходити») це пасивне причастя минулого часу від дієслова «приходити».
Таким чином, у цій інтерпретації, Татхагата буквально означає або «той, хто пішов у таковість», або «той, хто прибув у таковість».
Пітер Харві вважав, що Татхагата існує в сенсі, коли людина вже і не людина, а надлюдина , в розумінні Ніцше або «Татхагата, Супермен (uttama-puriso)».